# Halichaetonotus swedmarki
Halichaetonotus swedmarki är en djurart som tillhör fylumet bukhårsdjur, och som beskrevs av Schrom 1972. Halichaetonotus swedmarki ingår i släktet Halichaetonotus och familjen Chaetonotidae. Inga underarter finns listade i Catalogue of Life.